# Elezioni legislative nei Paesi Bassi del 1946
Le elezioni legislative nei Paesi Bassi del 1946 si tennero il 17 maggio per il rinnovo della Tweede Kamer.

## Risultati
| Liste                             | Voti      | %     | Seggi |
| --------------------------------- | --------- | ----- | ----- |
| Partito Popolare Cattolico        | 1 466 582 | 30,81 | 32    |
| Partito del Lavoro                | 1 347 940 | 28,31 | 29    |
| Partito Anti-Rivoluzionario       | 614 201   | 12,90 | 13    |
| Partito Comunista dei Paesi Bassi | 502 963   | 10,56 | 10    |
| Unione Cristiana-Storica          | 373 217   | 7,84  | 8     |
| Partito della Libertà             | 305 287   | 6,41  | 6     |
| Partito Politico Riformato        | 101 759   | 2,14  | 2     |
| Unione Protestante                | 32 020    | 0,67  | –     |
| Partito Bellamy dei Paesi Bassi   | 11 205    | 0,24  | –     |
| Lista Lopes                       | 5 537     | 0,12  | –     |
| Totale                            | 4 760 711 | 100   | 100   |